# 298-я истребительная авиационная дивизия
298-я истреби́тельная авиацио́нная диви́зия ПВО (298-я иад ПВО) — соединение Военно-Воздушных сил (ВВС) Вооружённых Сил РККА, принимавшее участие в боевых действиях Великой Отечественной войны.

## Наименования дивизии
- 298-я истребительная авиационная дивизия;
- 298-я истребительная авиационная дивизия ПВО;
- Войсковая часть (Полевая почта) 45156.

## История и боевой путь дивизии
298-я истребительная авиационная дивизия начала формирование на основании приказа НКО № 0654 от 23.08.1942 г. и сформирована 1 сентября 1942 года приданием 628-го, 982-го, 983-го истребительных авиационных полков и 253-й отдельной роты связи в составе ВВС Закавказского фронта в Тбилиси:
- управление дивизии - в районе хлебозавода в Тбилиси;
- 982-й истребительный авиационный полк ПВО на ЛаГГ-3 и И-16, базирование временно на аэродроме Новоалексеевка;
- 983-й истребительный авиационный полк ПВО на И-153, базирование временно на аэродроме Солёные озёра;
- 628-й истребительный авиационный полк ПВО по прибытии из 5-й воздушной армии базировать временно на аэродроме Новоалексеевка.

С 9 сентября 1942 года приказом Командующего ИА ПВО ТС в состав дивизии включен 35-й истребительный авиационный полк ПВО, базируемый: штаб полка - Батуми, 1-я и 2-я эскадрильи на ЛаГГ-3, Харрикейн и МиГ-3 в Кобулети, 3-я эскадрилья - аэродром Чорох на И-153.
К 6 ноября 1942 года 983-й истребительный авиационный полк ПВО перебазирован на аэродром Вазиани и имел 22 боеготовых экипажа на И-153, а 16 апреля 1943 года полк перебазировался на аэродром Гардабани. 26 апреля 1943 года 628-й истребительный авиационный полк ПВО убыл в состав 126-й истребительной авиационной дивизии ПВО в Краснодар.
Дивизия выполняла задачи ПВО промышленных и оборонных объектов, транспортных магистралей и политико-административных центров Закавказья. Её части принимали участие в битве за Кавказ, в Моздок-Малгобекской и Нальчикско-Орджоникидзевской оборонительных операциях, в ходе которых прикрывали боевые порядки, коммуникации и тыловые объекты войск Закавказского фронта. Всего за 1943 год при отражении налётов вражеской авиации на обороняемые объекты дивизией было произведено 890 боевых самолёто-вылетов, в воздушных боях сбито 9 самолётов противника, свои потери — 2 самолёта.
По окончании битвы за Кавказ дивизия продолжала выполнять задачи по прикрытию с воздуха военных и промышленных объектов, транспортных магистралей и политико-административных центров Закавказья.
За 1943 год полки дивизии выполнили 890 боевых вылетов и сбили 9 самолётов противника, за 1944 год частями дивизии выполнено 219 самолёто-вылетов, в воздушных боях сбито 2 самолёта противника, свои потери — 1 самолёт.
Организационно дивизия входила в состав Закавказской зоны ПВО Восточного фронта ПВО. 29 марта 1944 года на основании постановления ГКО № 5508сс Закавказская зона ПВО переформировывалась в Закавказский фронт ПВО. Дивизия вошла в прямое подчинение фронту. С 15 апреля 1945 года Закавказский фронт ПВО приказом НКО № 007 от 23.03.1945 г. расформирован. Задачи ПВО региона были возложены на Бакинскую армию ПВО и 99-ю дивизию ПВО, куда и вошла дивизия.
С 30 сентября 1944 года боевая задача дивизии изменилась. Дивизия во взаимодействии со 2-й и 8-й отдельными бригадами ПВО и Грозненского района ПВО прикрывает военно-промышленные объекты в зоне Тбилиси-Батуми-Грозный.
В составе действующей армии дивизия находилась с 15 сентября 1942 года по 30 ноября 1942 года.

## Послевоенная история дивизии
298-я истребительная авиационная дивизия после окончания войны входила в состав 99-й дивизии ПВО войск ПВО страны. 9 сентября 1945 года на основании Директивы Генерального Штаба № орг/3/86634 от 27 августа 1945 года дивизия была расформирована в составе 99-й дивизии ПВО войск ПВО страны.

## Командир дивизии
| Звание                           | Имя                           | Период                  | Примечание |
| -------------------------------- | ----------------------------- | ----------------------- | ---------- |
| полковник, генерал-майор авиации | Гущин Василий Андреевич       | 01.09.1942 — 09.09.1945 |            |
| подполковник                     | Кухаренко Николай Григорьевич | 23.10.1943 — 07.11.1943 | врио       |

## В составе объединений
| Дата          | Фронт (округ)          | Зона ПВО (ВВС округа)    | Армия (дивизия ПВО) | Примечания |
| ------------- | ---------------------- | ------------------------ | ------------------- | ---------- |
| 01.09.1942 г. | Закавказский фронт     | ВВС Закавказского фронта |                     | -          |
| 29.06.1943 г. | Восточный фронт ПВО    |                          | Бакинская армия ПВО | -          |
| 10.07.1943 г. | Восточный фронт ПВО    | Закавказская зона ПВО    | Бакинская армия ПВО | -          |
| 01.03.1944 г. | Закавказский фронт ПВО | -                        | Бакинская армия ПВО | -          |
| 09.05.1945 г. | Закавказский фронт ПВО | -                        | Бакинская армия ПВО | -          |
| 01.09.1945 г. | ПВО страны             | -                        | 99-я дивизия ПВО    | -          |

## Части и отдельные подразделения дивизии
За весь период своего существования боевой состав дивизии претерпевал изменения, в различное время в её состав входили полки:
| Период                        | Части                                     | Примечание                                                              |
| ----------------------------- | ----------------------------------------- | ----------------------------------------------------------------------- |
| 15.09.1942 г. — 09.09.1945 г. | 35-й истребительный авиационный полк ПВО  | аэродромы Кобулети и Чорох, передан в Бакинский иак ПВО                 |
| 04.09.1942 г. — 28.04.1943 г. | 628-й истребительный авиационный полк ПВО | Передан в состав 126-й иад ПВО                                          |
| 22.08.1942 г. — 09.09.1945 г. | 982-й истребительный авиационный полк ПВО | Сухуми (1-я аэ) и Новоалексеевка (Тбилиси), передан в Бакинский иак ПВО |
| 10.09.1942 г. — 09.09.1945 г. | 983-й истребительный авиационный полк ПВО | аэродром Грозный, расформирован                                         |

## Участие в операциях и битвах
- прикрытие войск, объектов тыла и нефтеносных районов Кавказа
- Битва за Кавказ[1] — с 25 июля 1942 года по 9 октября 1943 года.
  - Моздок-Малгобекская операция[1] — с 1 сентября 1942 года по 28 сентября 1942 года.
  - Нальчикско-Орджоникидзевская операция[1] — с 25 октября 1942 года по 12 ноября 1942 года.

## Базирование
| Период            | Место базирования                   |
| ----------------- | ----------------------------------- |
| 09.1942 — 09.1945 | Натахтири (Тбилиси), Грузинская ССР |